# Auerswaldia
Auerswaldia är ett släkte av svampar. Auerswaldia ingår i familjen Dothideaceae, ordningen Dothideales, klassen Dothideomycetes, divisionen sporsäcksvampar och riket svampar.
|             | Endoconidioma                         |
|             |                                       |
|             | Vestergrenia                          |
|             |                                       |
|             | Asteromellopsis                       |
|             |                                       |
|             | Pachysacca                            |
|             |                                       |
|             | Euryachora                            |
|             |                                       |
|             | Didymochora                           |
|             |                                       |
|             | Dictyodothis                          |
|             |                                       |
|             | Systremma                             |
|             |                                       |
|             | Omphalospora                          |
|             |                                       |
|             | Dothidea                              |
|             |                                       |
| Auerswaldia | \| \| Auerswaldia scabies \| \| \| \| |
|             | \| \| Auerswaldia scabies \| \| \| \| |
|             | Stylodothis                           |
|             |                                       |
|             | Lucidascocarpa                        |
|             |                                       |
|             | Auerswaldia scabies                   |
|             |                                       |

|  | Auerswaldia scabies |
|  |                     |